# Айк Асатрян
Айк Асатрян (вірм. Հայկ Ասատրյան 5 лютого 1900 — 13 грудня 1956) — вірменський мислитель, філософ, сподвижник і близький друг Карекина Наждеха, один із засновників цехакронізму і таронізму. Автор книг і статей з історії Вірменії .

## Біографія
Народився в провінції Алашкерт, Західна Вірменія . 
У шкільні роки вступив до партії Дашнакцутюн, у Єревані видавав партійну газету «Шант» (1918 — 1919 рр.). Брав участь у лютневому заколоті 1921 р., пізніше опинився у Персії, де зустрівся з Карекином Наждехом. Навчався у Берлінській вищій політичній школі, опісля — в Празькому університеті, там у 1930 р.  отримав звання доктора. 
У 1932 році вийшов з Дашнакцутюн, тісно співпрацював з Наждеком і був одним з ідеологів цехакронізму. У Болгарії видавав газети «Орел Тарона» і «Размик». У 1942 р.  вірменською і німецькою мовами опублікував першу частину своєї книги «Вірменія — арійський форпост у Передній Азії». У 1945р. був заарештований радянськими солдатами у Болгарії і переведений до в'язниці. Звільнився у 1955р.  і через рік помер у Софії від інфаркту.  Перед смертю тричі прошепотів: «Ах, Вірменія»! 